# Oskar Ehrhardt
Oskar Ehrhardt (* 23. März 1873 in Strausberg; † 27. Januar 1950 in Göttingen) war ein deutscher Chirurg und Hochschullehrer in Königsberg.

## Leben
Oskar Ehrhardt stammte aus einer jüdischen Familie, die vor mehreren Generationen zum christlichen Glauben konvertiert war. In der von den Nationalsozialisten bereits 1930 erstellten „Auskunftei“ wird Oskar Ehrhardt als „nicht jüdisch“, jedoch „jüdisch versippt“ aufgeführt. Er war verheiratet mit Martha, geb. Rosenhain. Im Ersten Weltkrieg diente er als Stabsarzt in Lazaretten und leitete das Feldlazarett des 1. Armeekorps an der Ostfront. Hier lernte er Russisch. Wegen seiner russischen Sprachkenntnisse behandelte er zwischen den Kriegen viele russische Patienten. 1933 konnte er sich den Repressalien der Nationalsozialisten entziehen. Bei der Besetzung Königsbergs geriet er mit seiner Frau in „sowjetische Zivilgefangenschaft“. Als man seine Identität erkannte, wurde er von der russischen Führung im Gebietskrankenhaus eingesetzt und genoss – wiederum wegen seiner Sprachkenntnisse – ein relativ hohes Ansehen bei den Russen. Am 31. Oktober 1947 wurde Ehrhardt aus Kaliningrad ausgewiesen. Seine Frau verstarb am 22. November 1947 im Sankt Joseph-Krankenhaus in Berlin-Tempelhof. Zu dieser Zeit wohnte das Ehepaar Erhardt in einem Umsiedlerlager in Küchensee, Kreis Beeskow-Storkow. Erhardt zog zu seiner Tochter nach Göttingen. Dorthin waren in der Nachkriegszeit in Deutschland viele Königsberger Hochschullehrer gekommen waren und starb dort an den Folgen eines Verkehrsunfalls.

### Werdegang
Ehrhardt studierte an der Albertus-Universität Königsberg Medizin. Er schrieb seine Doktorarbeit über eine erfolgreiche Milzverpflanzung bei Ernst Neumann in der Königsberger Pathologie. 
1897 wurde er zum Dr. med. promoviert. Er wechselte anschließend als Assistenzarzt und Oberarzt zur Chirurgie. Bei Anton von Eiselsberg habilitierte er sich dort 1903. 1910 erlangte er die Professur. Er betrieb seit 1900 eine Arztpraxis und operierte in zwei Privatkliniken. 1901 veröffentlichte er den für die Medizingeschichte wichtigen Bericht über den „preußischen Messerschlucker“ Andreas Grünheide. Im Sommer 1918 übernahm er als Professor und Chefarzt die Leitung der Chirurgie im Königsberger Elisabeth-Krankenhaus.

### Rettung von Kulturgütern
Aus dem Schutt der zerstörten Universität rettete Ehrhardt nicht nur Carl Friedrich Hagemanns Kant-Büste, sondern auch Spinozas Tractatus theologico-politicus. Auf abenteuerlichen Wegen gelangte der weltberühmte Traktat an die Universität Haifa. Des Weiteren fand er eine Urkunde zur Verleihung der Ehrendoktorwürde an Ludimar Hermann, dazu das handschriftliche Zirkular (Original) des damaligen Dekans der Philosophischen Fakultät, des Astronomen Prof. Hans Battermann vom 11. Februar 1913 über den Zeitpunkt für die Überreichung – und das Dankesschreiben von Ludimar Hermann an die Universität.

## Schriften (Auswahl)
- Ueber Geschwülste der weiblichen Brustwarze. In: Deutsche Zeitschrift für Chirurgie. Band 50, 1899, S. 373–388.
- Die erste operative Eröffnung des Magens. In: Janus. Arch. intern. pour l’histoire de la medicin. Band 101, Leiden 1902.
- Dr. Laurentius Wilde, Leibarzt des Herzogs Albrecht, und die Anfänge der medizinischen Wissenschaft in Preußen. Breslau 1905.
- mit Carl Garrè: Nierenchirurgie. Ein Handbuch für Praktiker. Karger, 1907. (GoogleBooks)